# COROT-9b
COROT-9b es un exoplaneta que orbita alrededor de la estrella COROT-9, aproximadamente a 1.500 años luz de distancia en la constelación Serpens. La distancia de aproximación más cercana de COROT-9b a su estrella es de aproximadamente 0,36 UA es la más grande de todos los planetas en tránsito conocidos, con un período orbital de 95 días. El tránsito de este planeta dura 8 horas, y su temperatura se sitúa entre 250 K (−23 °C; −10 °F) y 430 K (157 °C; 314 °F).

## Descubrimiento

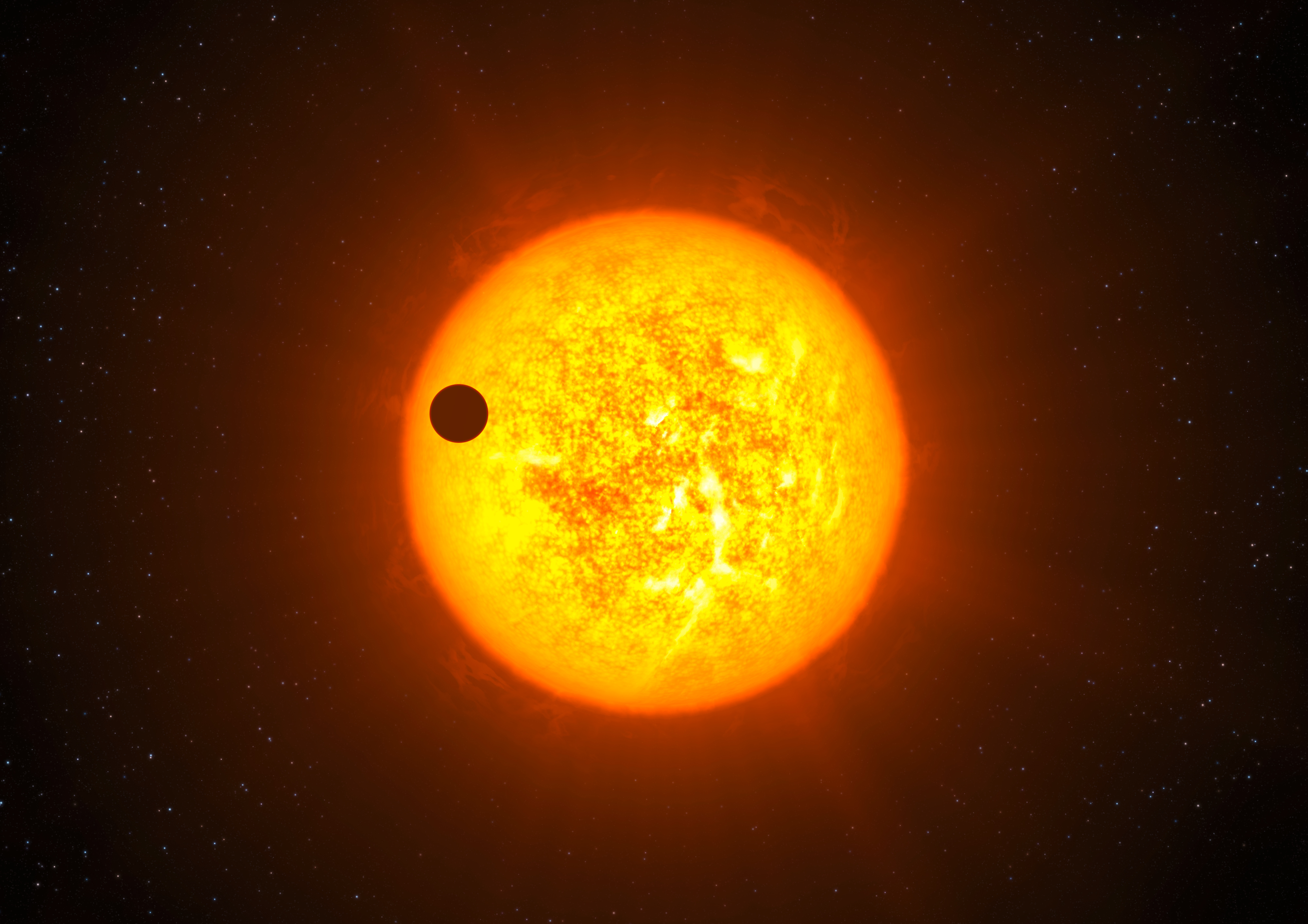
La impresión artística muestra el exoplaneta en tránsito Corot-9b. Descubierto combinando observaciones del satélite CoRoT y el instrumento HARPS del ESO, Corot-9b es el primer exoplaneta “normal” que se puede estudiar con gran detalle. Este planeta es levemente más grande que Júpiter y con una órbita similar a la de Mercurio.

COROT-9b fue descubierto por el satélite COROT en órbita polar alrededor de la Tierra, este busca un pequeño declive en la luz de las estrellas mientras que un planeta pasa delante de él. Este descubrimiento fue anunciado en el 2010 en el día de San Patricio, después de 145 días de observaciones continuas en el verano del 2008.

## Masa y tamaño
COROT-9b tiene una masa de 0.84 MJ según lo determinado por la espectroscopia de HARPS, y tiene un radio de 1.05 RJ según lo determinado en el tránsito por la fotometría de la curva de la luz del planeta mientras pasa enfrente de su estrella. Esto implica que este planeta tiene una densidad correspondiente al 96% de la densidad del agua, la gravedad es 1.93 veces la de Tierra.

## Atmósfera e interior
Puesto que es el primer planeta gigante templado encontrado por el método del tránsito, permitirá por primera vez que los astrónomos sean capaces de estudiar la atmósfera de un planeta gigante templado, examinando de que están compuestas las nubes, la composición de la atmósfera, de las distribuciones de la temperatura, e inclusive el interior del planeta. La atmósfera de este planeta es probablemente dominada por el hidrógeno y el helio (como Júpiter y Saturno) con hasta 20 masas de Tierra de otros elementos, incluyendo agua y roca a altas temperaturas y presiones.